# Paul Stojanovich
Paul Stojanovich, född 13 februari 1956 i Sacramento, Kalifornien, död 15 mars 2003 nära Manzanita,Oregon, var en amerikansk TV-programledare. Han skapade "World's Wildest Police Videos" som sändes 1998-2002. Han dog när han föll från ett brant berg.

## Fotnoter
1. 1 2  Find a Grave, Find A Grave-ID: 7292832, läs online, läst: 9 oktober 2017.[källa från Wikidata]